# St. Barbara-Klinik Hamm-Heessen
Die St. Barbara-Klinik Hamm-Heessen ist ein Krankenhaus der Maximalversorgung mit dem Schwerpunkt in Richtung Kopf- und Traumazentrum und akademisches Lehrkrankenhaus der Westfälischen Wilhelms-Universität Münster. Es gehört zur Einrichtung der St. Franziskus-Stiftung Münster und befindet sich in Hamm-Heessen.

## Fachbereiche
Die St. Barbara-Klinik Hamm-Heessen stellt die Patientenversorgung mit folgenden Fachbereichen sicher:
- Allgemein- und Visceralchirurgie
- Anästhesiologie, Intensiv-, Notfall- und Schmerzmedizin
- Belegabteilung für Augenheilkunde
- Gynäkologie und Geburtshilfe, Brustzentrum Hamm
- HNO-Heilkunde
- Handchirurgie, Mikrochirurgie und plastische Wiederherstellungschirurgie
- Innere Medizin
  - Kardiologie mit Elektrophysiologie, Intensivmedizin, Hochdrucklabor, Diabetologie
  - Gastroenterologie und Hepatologie, Viszeralmedizin
  - Nephrologie, Angiologie, Hochdruckzentrum DHL Hämo- und Peritonealdialyse, Immunologie, Osteologie
  - Hämatologie und Onkologie
  - Pneumologie, Infektiologie, Schlafmedizin, Allergologie
- Neurochirurgie
- Radiologie und Neuroradiologie
- Stereotaktische Neurochirurgie
- Thoraxchirurgie
- Unfallchirurgie und Orthopädie, Sporttraumatologie, Traumazentrum
- Urologie, Kinderurologie und Uro-Gynäkologie

## Kompetenzzentren
- Adipositaszentrum
- Alterstraumazentrum
- Brustzentrum
- Darmkrebszentrum
- Endoprothetikzentrum
- Hypertonie-Zentrum
- Traumazentrum
- Lungenzentrum
- Krankenhaushygiene
- Palliativmedizin
- Schmerzmedizin
- Schädelbasiszentrum
- Zentrum für Hämatologische Neoplasien
- Wirbelsäulenzentrum NRW[1]

## Geschichte
Der Grundstein für die St. Barbara-Klinik Hamm-Heessen wurde am 8. Oktober 1963 gelegt. Träger war die Ordensgemeinschaft der Schwestern von der Göttlichen Vorsehung Münster.
Am 13. Juni 1967 konnte der damalige Diözesanbischof Joseph Höffner aus Münster die St. Barbara-Klinik einweihen und ihrer Bestimmung übergeben.
Von 1993 bis 2003 lag die Trägerschaft des Hauses in den Händen der Genossenschaft der Krankenschwestern nach der III. Regel des hl. Franziskus Münster, Westfalen, die seit 2004 von der St. Franziskus-Stiftung Münster, eine Stiftung der Genossenschaft der Krankenschwestern nach der III. Regel des hl. Franziskus Münster, Westfalen, übernommen wurde. Unter der Trägerschaft des Ordens entwickelte die Klinik ihren Schwerpunkt in Richtung Kopf- und Traumazentrum.
Zahlreiche daraus resultierende Großprojekte wurden mittlerweile umgesetzt, wie z. B. der neue Hubschrauberlandeplatz auf dem Dach des Krankenhauses, der Neubau des OP-Traktes, die zentrale Aufnahmestation, die Isolierstation sowie die neue operative und medizinische Intensivstation.
Seit 2006 steht außerdem ein neues Bettenhaus zur Verfügung. In diesem Erweiterungsbau gibt es Zimmer, die einen gehobeneren luxuriösen Status haben. Im November 2008 eröffnete die Klinik eine der modernsten Radiologien in Nordrhein-Westfalen. Weitere Baumaßnahmen zum Projekt „Wir werden Eins“ befinden sich im Bau.
Bis zum Jahr 2023 sollen das St. Josef-Krankenhaus und die St. Barbara-Klinik zu einem Krankenhaus zusammengefasst werden. Alle Leistungen und Mitarbeiter des St. Josef-Krankenhauses werden mit in die St. Barbara-Klinik nach Hamm-Heessen übernommen.
Dafür werden aktuell (Stand 1/2022) große Bereiche der St. Barbara-Klinik umgebaut und modernisiert. Zusätzlich werden drei Neubauabschnitte – mit einem Funktionstrakt mit OP-Sälen und Ambulanzräumen, ein Bettenhaus und eine Erweiterung der Intensivstation gebaut.